# Bråthemsgölen
Bråthemsgölen är en sjö i Växjö kommun i Småland och ingår i Mörrumsåns huvudavrinningsområde.